# Nénuphar
Pour l’article homonyme, voir Nénuphar (ballet).
Taxons concernés
Espèces concernées :
- Morène ou petit nénuphar — Hydrocharis morsus-ranae
- Nénuphar blanc — Nymphaea alba
- Nénuphar bleu — Nymphaea caerulea
- Nénuphar jaune — Nuphar lutea
- Nénuphar nain — Nuphar pumila
- Nénuphar géant d'Amazonie - Victoria amazonica
- Nénuphar géant - Victoria cruzianaSous-pages sur les Nénuphars

Les familles contenant des Nénuphars :
- Hydrocharitaceae
- Nymphaeaceaemodifier

Le nénuphar ou nénufar, est une plante aquatique,,, Angiospermes basales, de la famille des Nymphéacées,,(contrairement au lotus qui fait partie des Nélumbonacées), de l'ordre des Nymphéales, à rhizome, pourvue de larges feuilles arrondies flottantes et de grandes fleurs solitaires blanches, jaunes, violacées ou rougeâtres, se développant à la surface des eaux stagnantes ou à débit très lent dans les pays chauds et tempérés.
Ainsi défini, nénuphar est un nom vernaculaire ambigu en français car il est employé pour désigner tant des espèces du genre Nymphaea — telle le Nénuphar blanc (Nymphaea alba) — que des espèces du genre Nuphar — telles le Nénuphar jaune (Nuphar lutea), le Nénuphar nain (Nuphar pumila) et le Nénuphar de Spenner (Nuphar x spenneriana) —, ou encore du genre Victoria, nénuphars géants d'Amazonie, Victoria amazonica, et Victoria cruziana.
Par analogie avec le lis, le nénuphar est parfois désigné sous les appellations lis d'étang, ou lis d'eau.
Par métonymie, nénuphar désigne le rhizome ou la fleur de la plante.
Faux-nénuphar désigne des Nymphoïdes tels que le Limnanthème faux-nénuphar ou Petit nénuphar pelté (Nymphoides peltata).

## Terminologie

### Étymologie
Le substantif masculin nénufar est emprunté, par l'intermédiaire du latin médiéval nenuphar, à l'arabe nainūfar, nīnūfar, nīlūfar, du persan نیلوفر / nīlūfar, lui-même emprunté au sanskrit नीलोतपल / nīlōtpala (« lotus bleu »), composé de नील / nīlah (« bleu-noir ») et utpalam (« fleur du lotus »).
D'un autre côté, les égyptologues offrent une autre étymologie. Le mot nufar en arabe égyptien signifie une plante d'eau connue sous le nom de « lotus blanc », le Nymphaea lotus. Le mot nufar remonte au « lotus blanc » nfr égyptien, qui, bien que non mentionné dans le dictionnaire de Berlin, apparaît, au pluriel, dans deux textes hiéroglyphiques tardifs. Il pourrait avoir une forme différente de pluriel — avec un article le précédant — n3 nfrw; cette forme ne nous est pas parvenue. Cependant, il s'agit d'une forme qui respecte pleinement les lois de la grammaire égyptienne. La forme n3 nfr correspond au français nénuphar.

### Orthographe
L'Académie française a initialement écrit « nenufar », puis « nénufar » de 1762 jusqu'en 1935 (huitième édition de son Dictionnaire) et les rectifications orthographiques du français en 1990 préconisent de revenir à cette orthographe du fait de l'origine « arabo-persane » du mot (nīnūfar), car le digramme ph serait conforme à une translittération du phi (φ) du grec ancien mais pas du fāʾ (ﻑ) arabe.

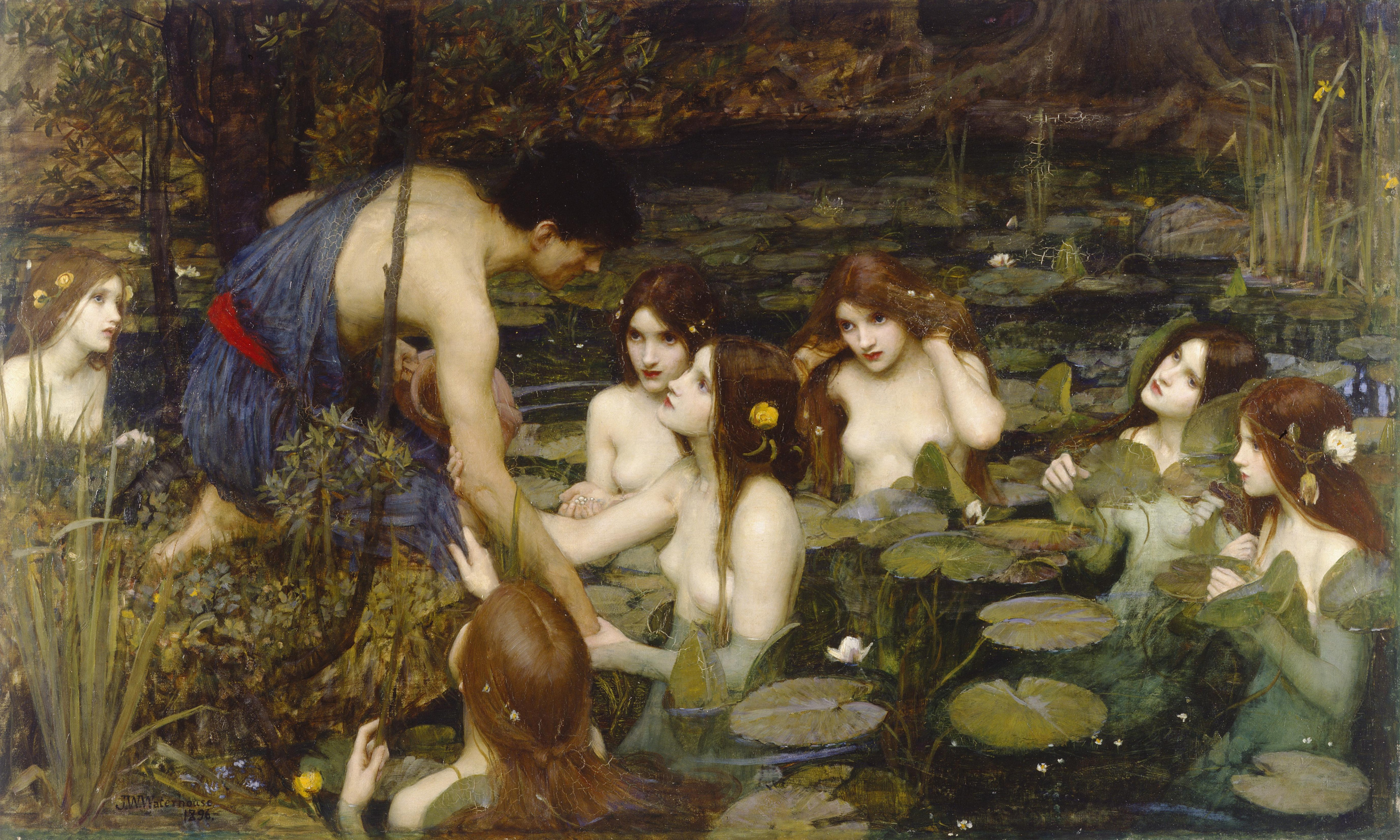
Nymphes et nénuphars (John William Waterhouse, Hylas et les Nymphes, 1896).

En adoptant la graphie « nénuphar » dans la huitième édition de leur Dictionnaire (achevée en 1935), les académiciens se seraient laissés aller à un rapprochement sémantique avec les nymphes (ces dernières partageant avec les nénuphars un attrait certain pour l’eau), mais également avec le genre Nymphaea, qui est celui de certains nénuphars. 
Dans son propre dictionnaire, Émile Littré a comme entrée principale « nénufar »,  mais cite également « nénuphar » « d'après l'usage des botanistes ». Cette dernière graphie figurait déjà dans divers dictionnaires tels que celui de Thomas Corneille, celui de Jean Nicot, l'édition posthume (1690) du Dictionnaire universel d'Antoine Furetière (1619-1688), son édition revue et corrigée (1702) par Henri Basnage de Beauval (1657-1710) et l'édition lorraine (1740) du Dictionnaire de Trévoux.
Un autre genre de nénuphar est Nuphar, nommé en 1809 par le britannique James Edward Smith. L'orthographe du nom de ce genre laisse penser que la chose n'est pas simple, ainsi qu'il apparaît déjà chez Littré.
Par plaisanterie, on[Qui ?] a appelé « guerre du nénufar » ou « guerre du nénuphar » les polémiques qui ont agité la France au début de l'année 1991 à propos des rectifications orthographiques. En 2005, une brochure exposant l'orthographe de 1990 a été éditée sous le titre Le millepatte sur un nénufar.[réf. nécessaire]

## Dans l'évolution
Les nénuphars (Nymphaea et Nuphar) comptent parmi les plus primitives des dicotylédones comme le montrent une organisation en spirale et un nombre important de feuilles florales, cependant ils sont également très spécialisés pour ce qui concerne leurs feuilles flottantes et leur production subaquatique de graines.

## Origine des hybrides colorés
Jusqu'au XIXe siècle, il n'existe en Europe qu'une seule espèce de nénuphar, le nénuphar blanc, Nymphaea alba. C'est un horticulteur du Lot-et-Garonne, Joseph Bory Latour-Marliac, qui a l'idée de créer des hybrides colorés en croisant l'espèce autochtone avec des espèces tropicales achetées à des collectionneurs. Il en expose 19 variétés dans les bassins du Trocadéro à l'Exposition universelle de Paris de 1889. C'est là que Claude Monet découvre la splendeur de ces fleurs nouvelles. Il décide alors d'acheter la propriété de Giverny dont il est locataire et de faire aménager des « jardins d'eau » plantés des nénuphars commandés à Monsieur Latour-Marliac. C'est ainsi qu'il contribuera à rendre ces plantes célèbres en leur consacrant plus de 300 toiles, dont les plus célèbres sont Les Nymphéas exposés au musée de l'Orangerie des Tuileries à Paris.

## Langage des fleurs

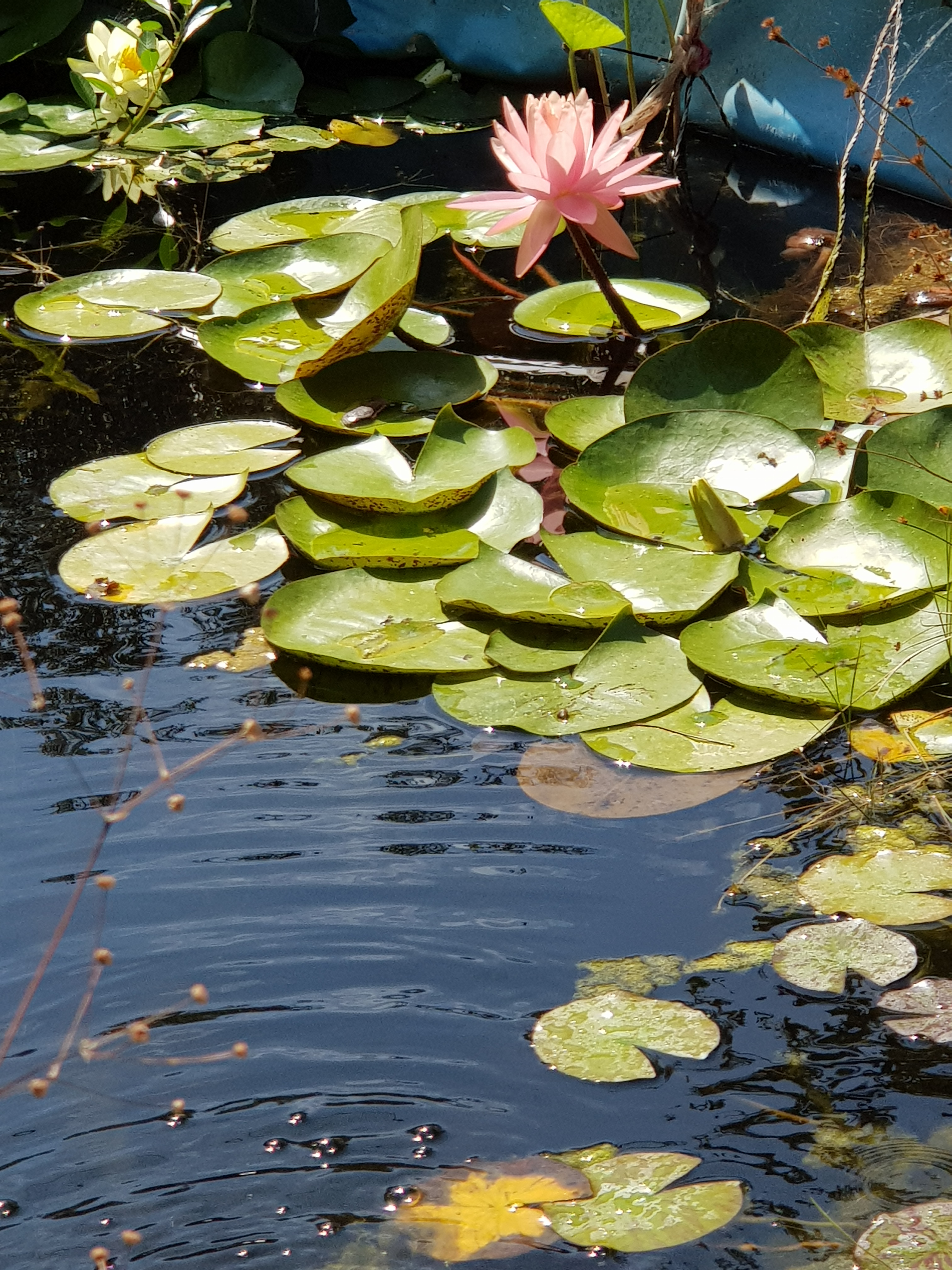
Fleur de nenuphar

Dans le langage des fleurs, le nénuphar symbolise l'indifférence.

## Galerie

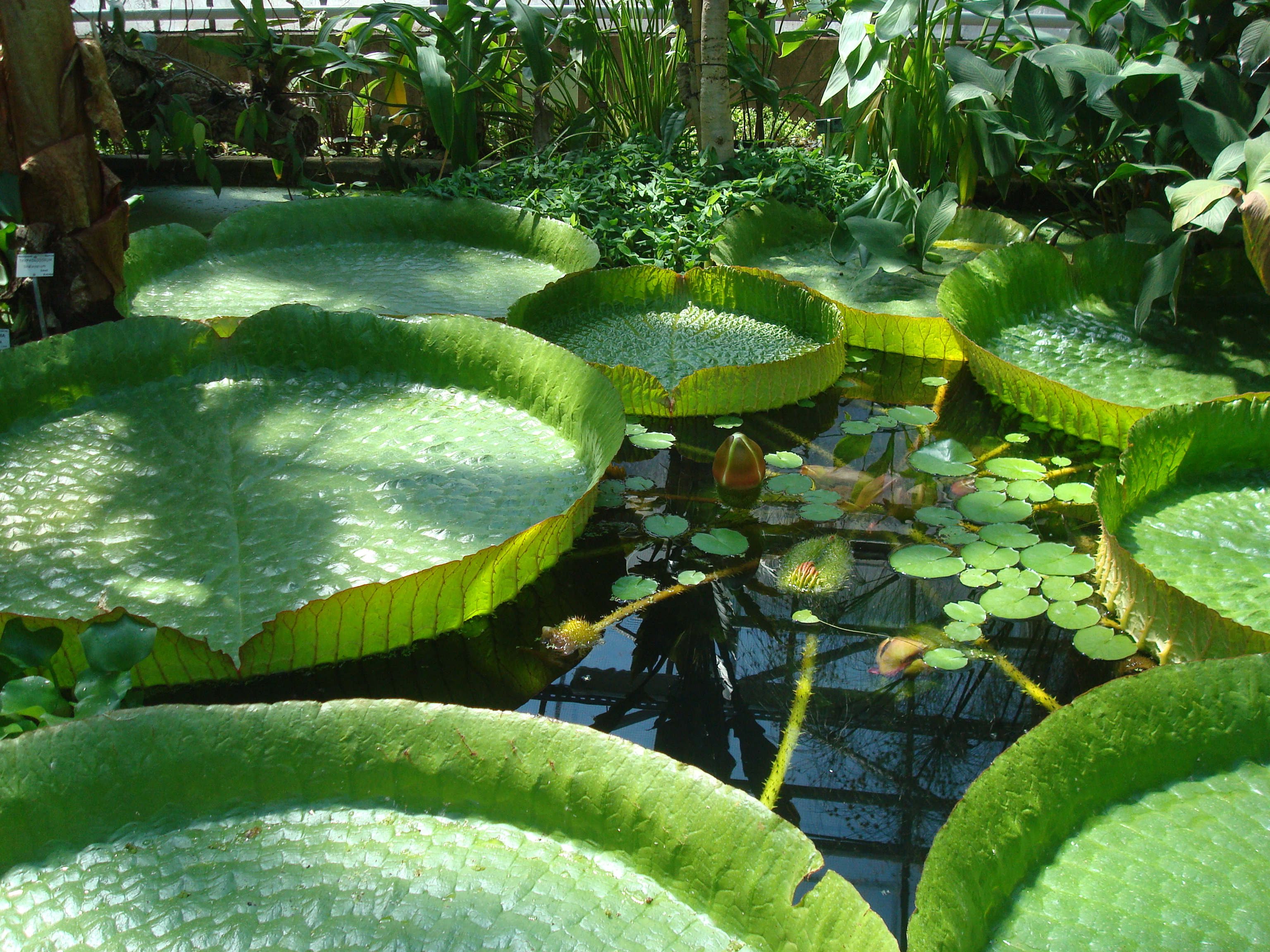
Nénuphar géant d'Amazonie.
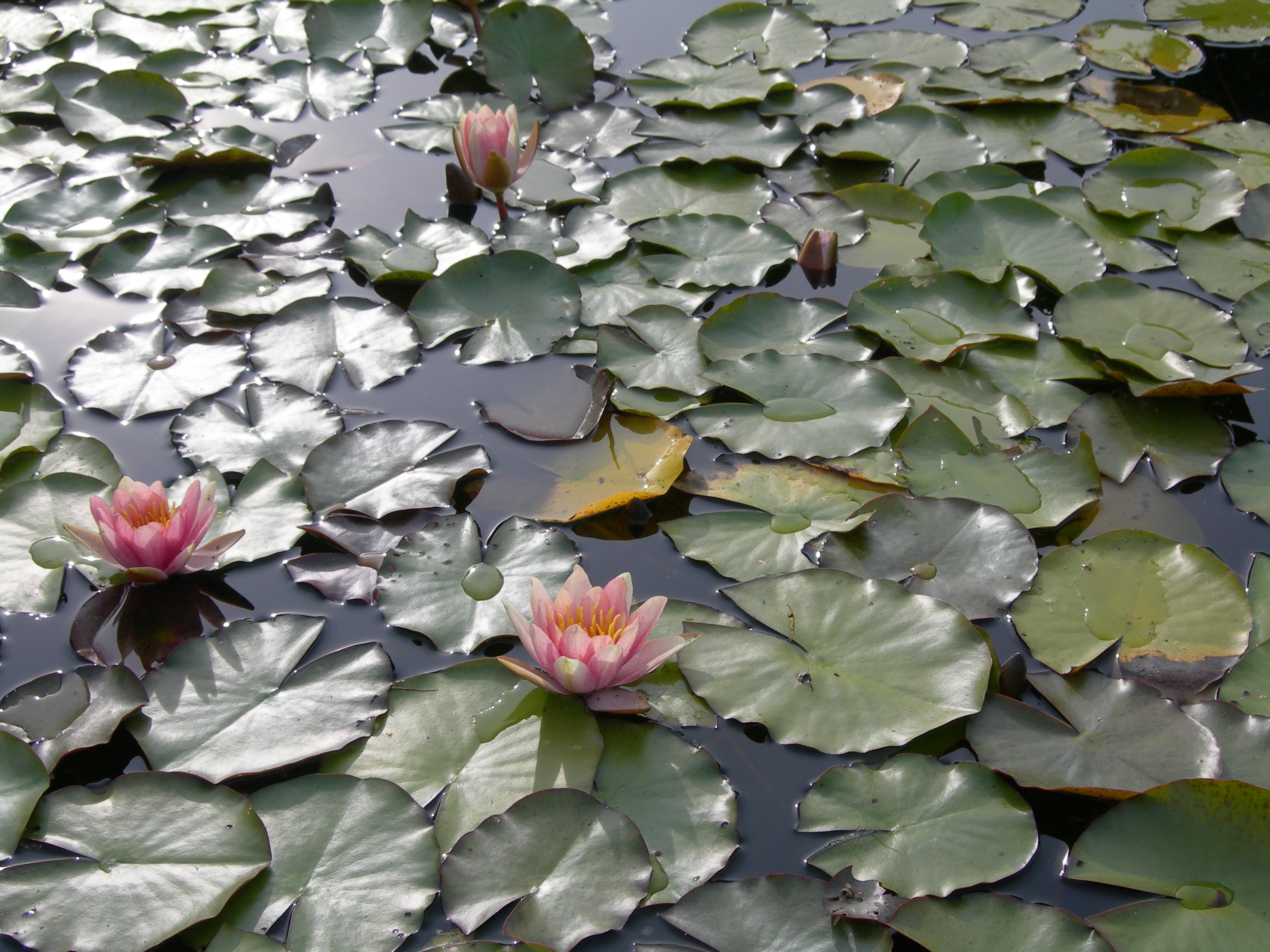
Nénuphars roses (Nymphaea 'Fabiola').
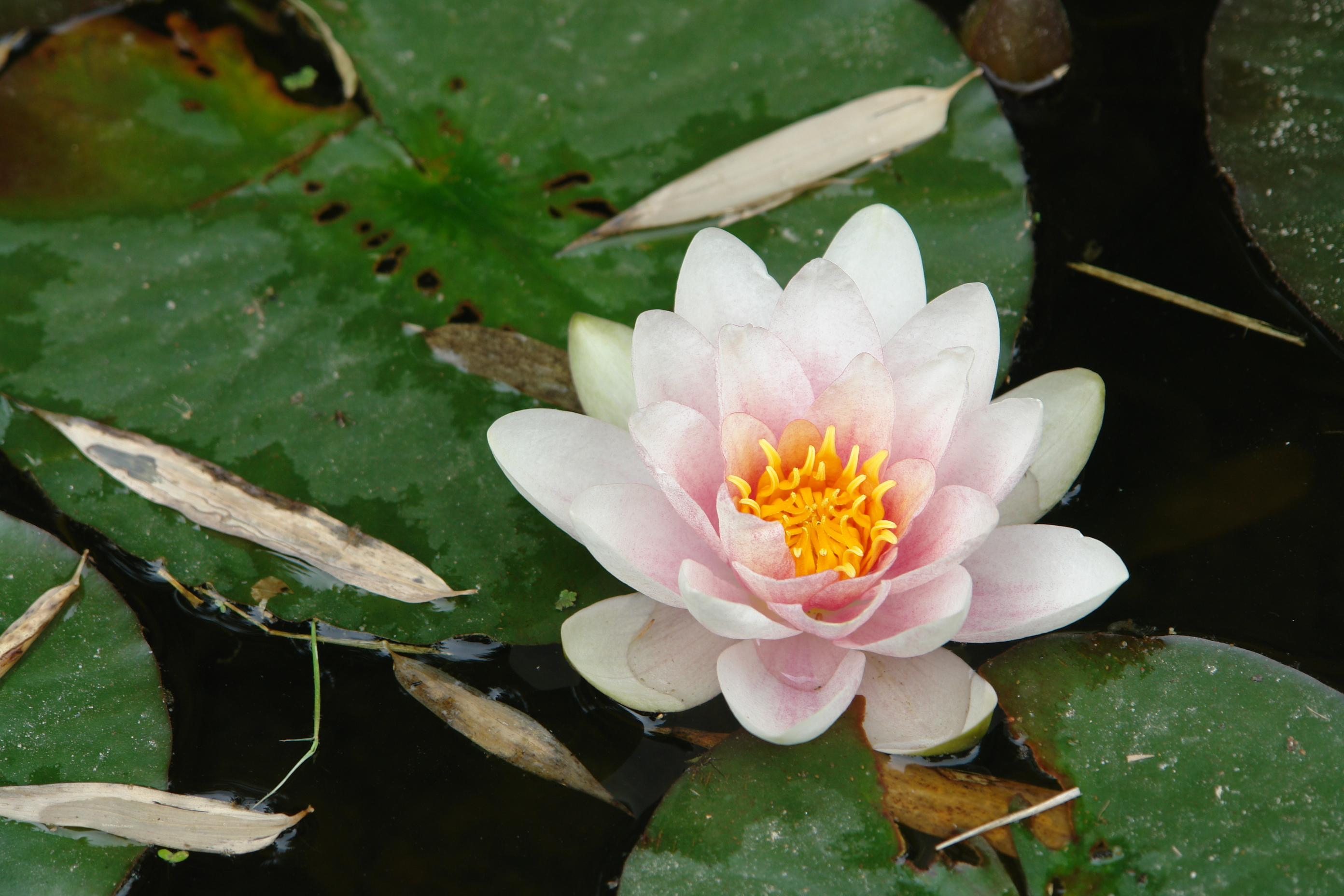
Fleur de nénuphar.
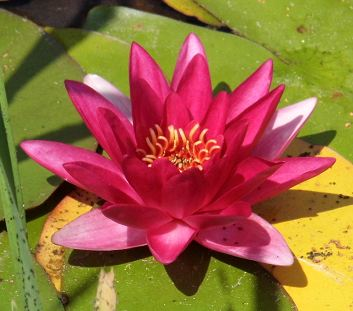
Un nénuphar rouge.
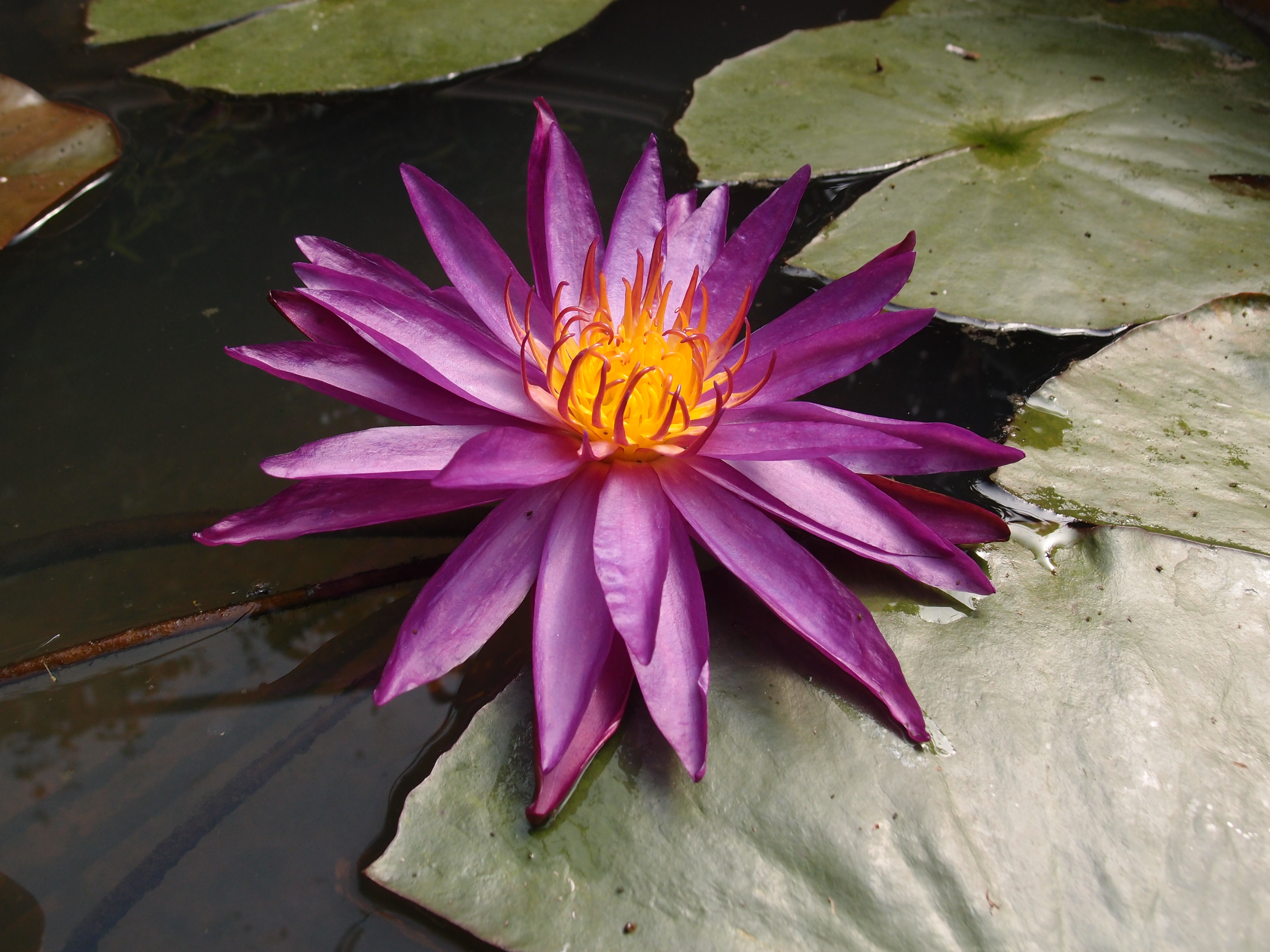
Nymphaea 'Detective Erika' (ISG : hybride rustiques intersubgénériques) au  jardin jungle